# Lego DC Super Hero Girls : Rêve ou Réalité
 (juillet 2018).
Si vous disposez d'ouvrages ou d'articles de référence ou si vous connaissez des sites web de qualité traitant du thème abordé ici, merci de compléter l'article en donnant les références utiles à sa vérifiabilité et en les liant à la section « Notes et références ».
Série Lego DC Super Hero Girls
Lego DC Super Hero Girls : Le Collège des super-méchants
(2018)
Pour plus de détails, voir Fiche technique et Distribution.
Lego DC Super Hero Girls : Rêve ou réalité (Lego DC Super Hero Girls: Brain Drain) est un film d'animation américain réalisé par Todd Grim, sorti directement en vidéo en 2017.
C'est le troisième film de la franchise DC Super Hero Girls , ainsi que le premier de la série à être basé sur la marque Lego DC Super Hero Girls.

## Fiche technique
- Titre original : Lego DC Super Hero Girls: Brain Drain
- Titre français : Lego DC Super Hero Girls : Rêve ou réalité
- Réalisation : Todd Grim
- Scénario : Jeremy Adams
- Musique : Michael A. Levine
- Production : Rick Morales, Sam Register, Jill Wilfert et Robert Fewkes
- Société de production : Warner Bros. Animation, The Lego Group, DC Entertainment et Mattel
- Société de distribution : Warner Home Video (États-Unis), Warner Bros Pictures France (France)
- Durée : 78 minutes
- Origine : États-Unis
- Langue originale : anglais
- Dates de sortie : 
  - États-Unis : 25 juillet 2017 (Digital), 8 août 2017 (DVD)
  - France : 20 juin 2017 (Digital), 30 août 2017 (VOD)

## Distribution

### Voix originales
- Yvette Nicole Brown : Amanda Waller
- Greg Cipes : Beast Boy
- Romi Dames : Lena Luthor
- John DiMaggio : Gorilla Grodd et Wildcat
- Teala Dunn : Bumblebee
- Anais Fairweather : Supergirl
- Grey Griffin : Wonder Woman et Lois Lane
- Jennifer Hale : Mad Harriet
- Josh Keaton : Flash
- Tom Kenny : James Gordon
- Rachael MacFarlane : Artemiz
- Mona Marshall : Eclipso
- Meredith Salenger : Lashina
- Ashlyn Selich : Batgirl
- Stephanie Sheh : Katana
- Tara Strong : Harley Quinn

### Voix françaises
- Barbara Beretta : Wonder Woman
- Virginie Ledieu : Supergirl
- Karine Foviau : Batgirl et Harley Quinn
- Camille Donda : Bumblebee
- Annie Milon : Amanda Waller
- Isabelle Leprince : Eclipso